# نشان رسمی امارات متحده عربی

نشان امارات متحده عربی که بر روی جلد گذرنامه اماراتی است.

نشان رسمی امارات متحده عربی (به عربی: شعار الإمارات العربیة المتحدة)، در تاریخ ۹ دسامبر ۱۹۷۳ (دو سال پس از استقلال در سال ۱۹۷۱) به‌طور رسمی تصویب شد و بعدها در سال ۲۰۰۸ تغییراتی در آن اعمال شد. این نشان شباهت زیادی به نشان‌ها و نشان‌های سایر کشورهای عربی دارد.
این نشان از یک شاهین طلایی (شاهین قریش) تشکیل شده است که در وسط آن یک دایره قرار دارد و پرچم امارات متحده عربی و هفت ستاره که نشان هفت امارت این کشور هستند را نشان می‌دهد. شاهین همچنین دارای ۷ پر در دم خود است که نشان هفت امارت می‌باشد. این شاهین در چنگال‌های خود یک کتیبه قرمز رنگ را نگه داشته که نام فدراسیون به خط کوفی روی آن نوشته شده است.
پیش از ۲۲ مارس ۲۰۰۸ که نشان تغییر یافت شاهین دارای یک دایره قرمز رنگ بود که در داخل آن یک شناور عربی دیده می‌شد و زنجیره‌ای آن را احاطه کرده بود.

## نشان‌های زیرملی
امارات متحده عربی یک فدراسیون متشکل از هفت امارت است که هر یک از آنها دارای نشان‌ها یا لوگوهای اختصاصی خود هستند و برخی از آنها هر دو را دارند.

ابوظبی (پایتخت)
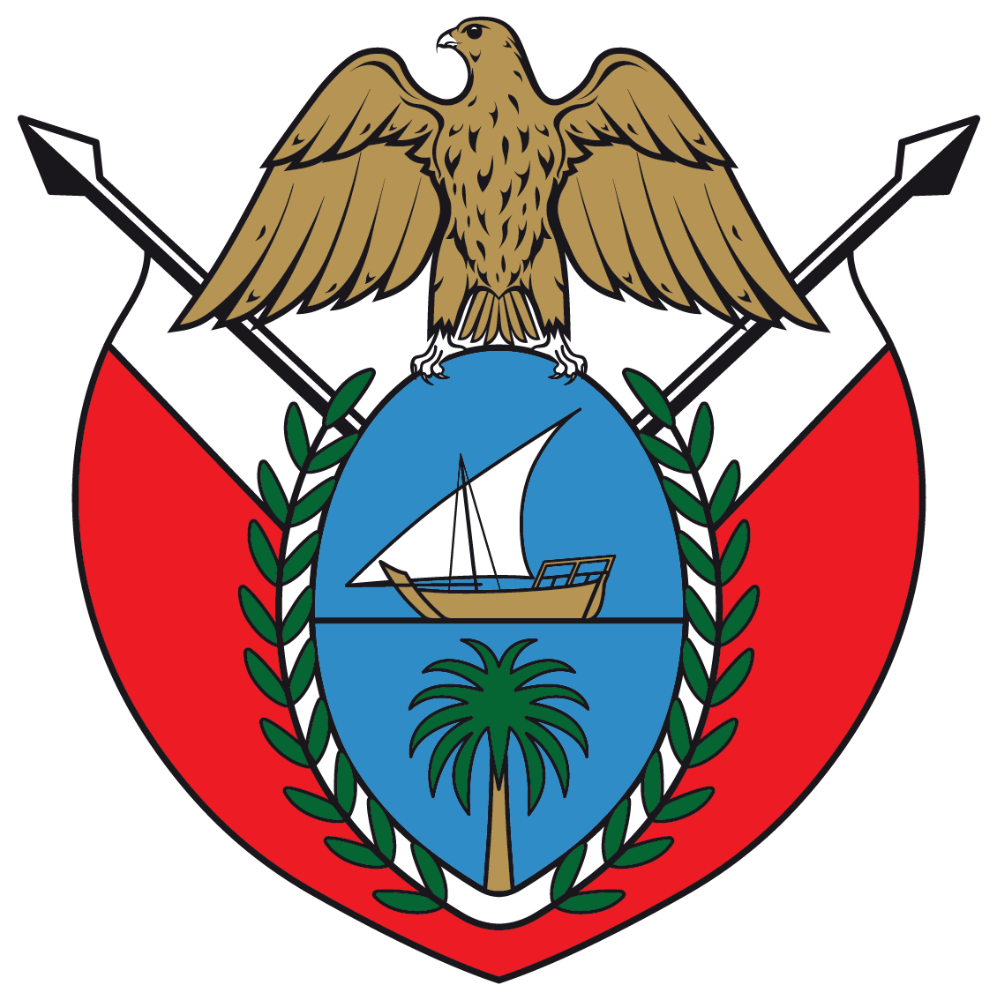
دبی
شارجه
عجمان
ام القوین (نشان)
ام القوین (لوگو)
فجیره
راس الخیمه

### نشان‌کلمه‌ها

ابوظبی
دبی
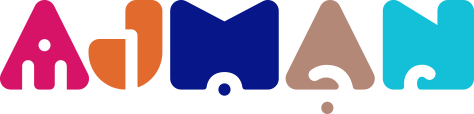
عجمان
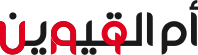
ام القوین

### نشان‌های پیشین

ابوظبی
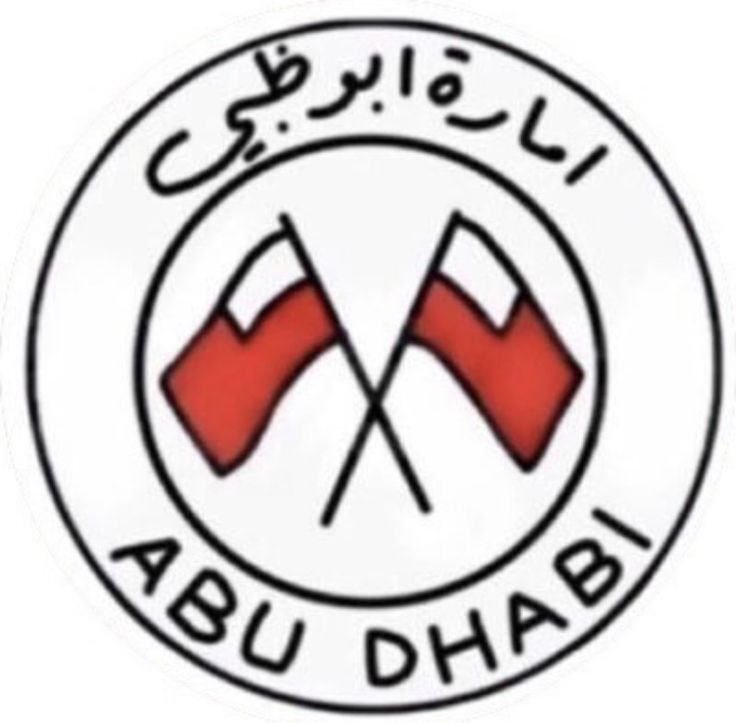
ابوظبی
دبی (تا سال ۲۰۲۴)
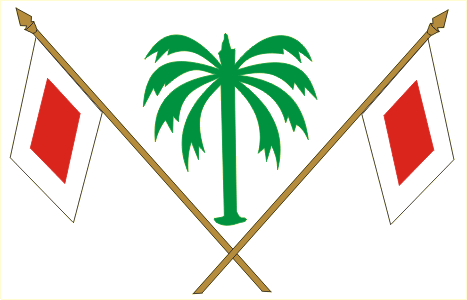
شارجه
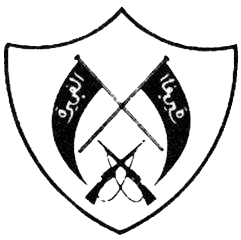
فجیره
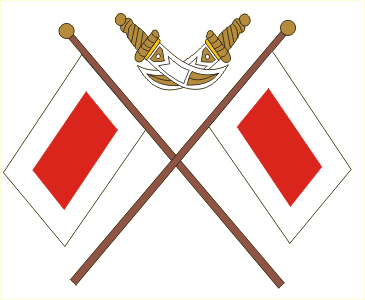
راس الخیمه

## نگارخانه

نشان نیروهای مسلح امارات متحده عربی
نشان نیروی زمینی امارات متحده عربی
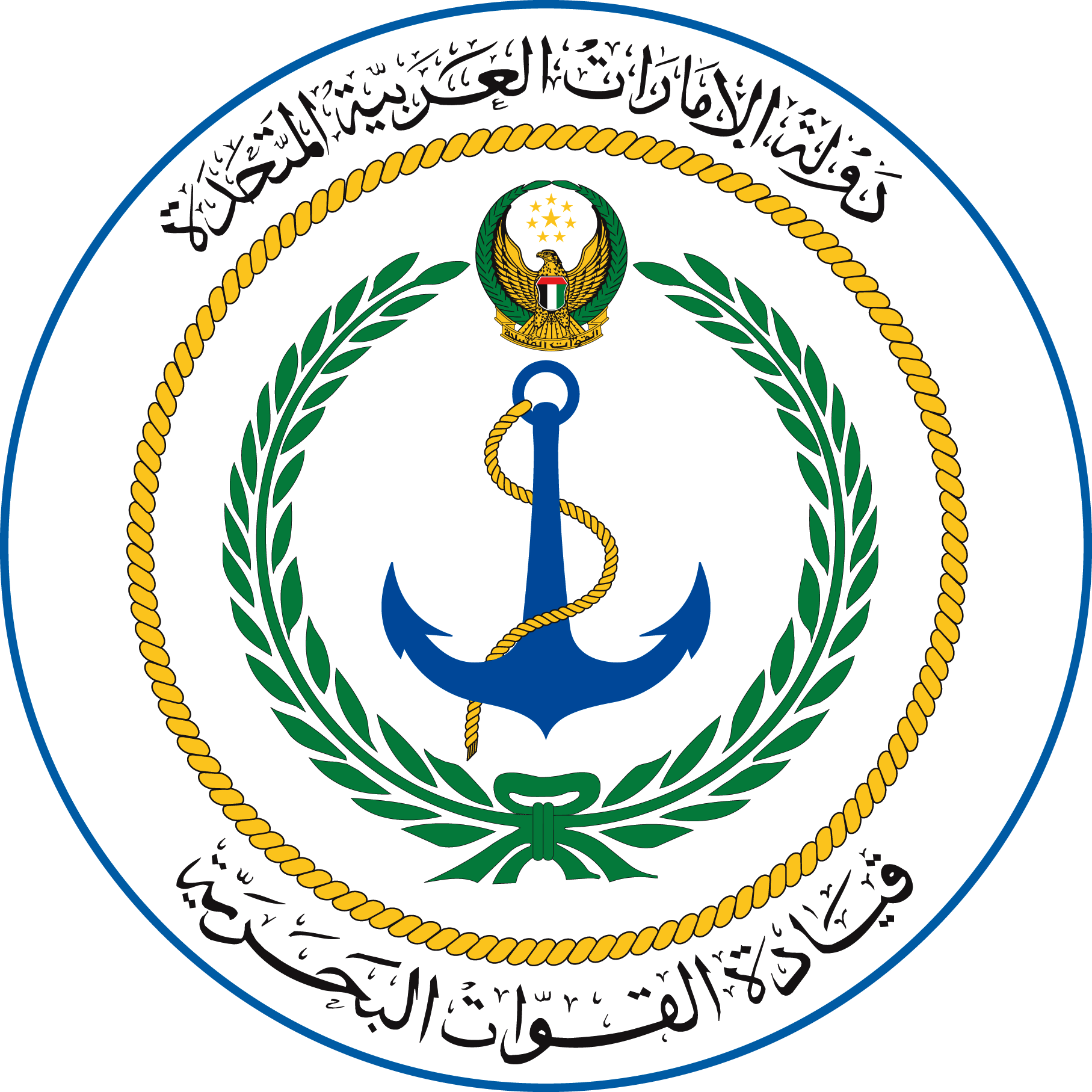
نشان نیروی دریایی امارات متحده عربی
نشان نیروی هوایی امارات متحده عربی
نشان گارد ریاست جمهوری امارات متحده عربی
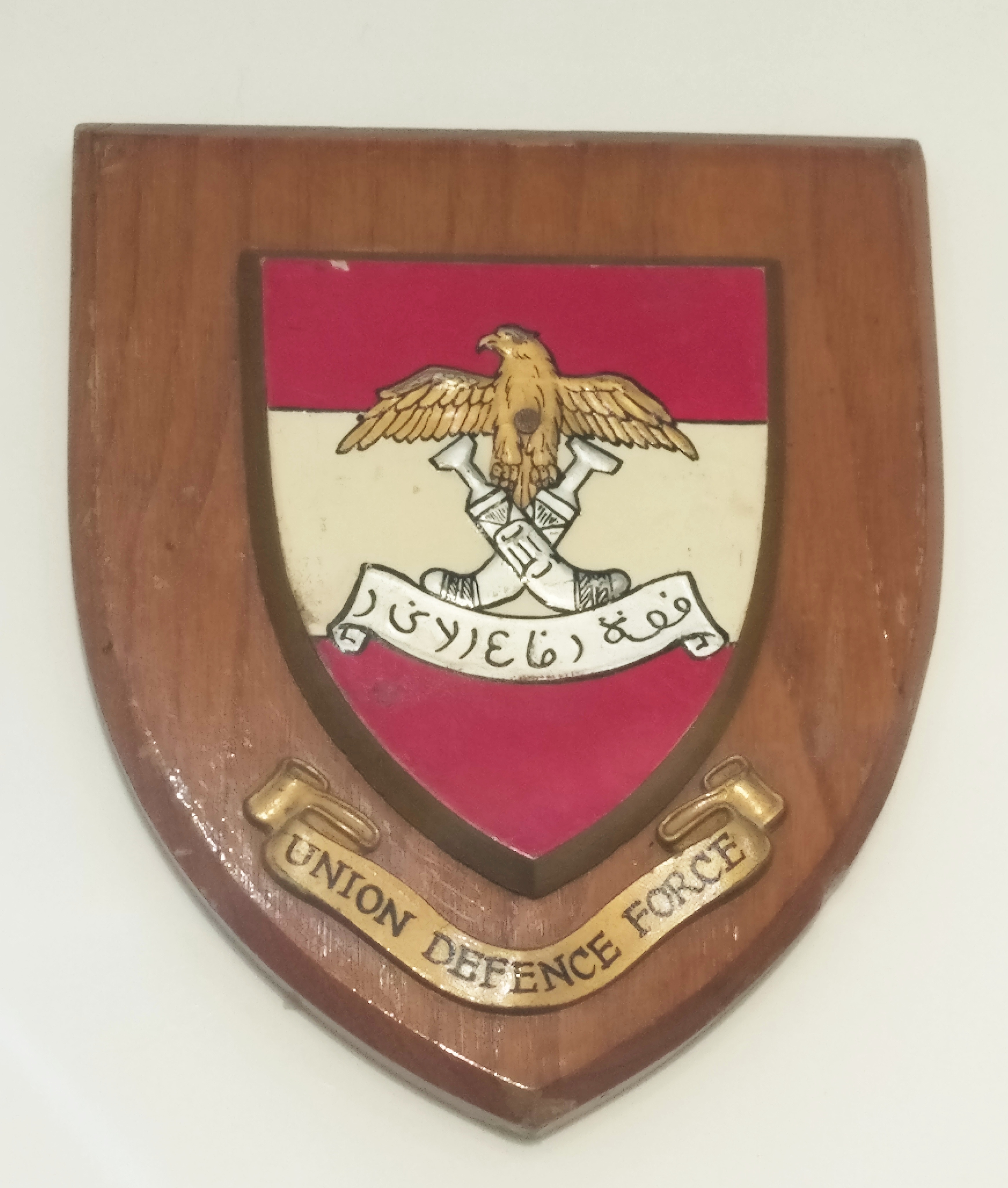

- Oman Scouts]] (1951-1971)
هلال نیروی هوایی امارات متحده عربی
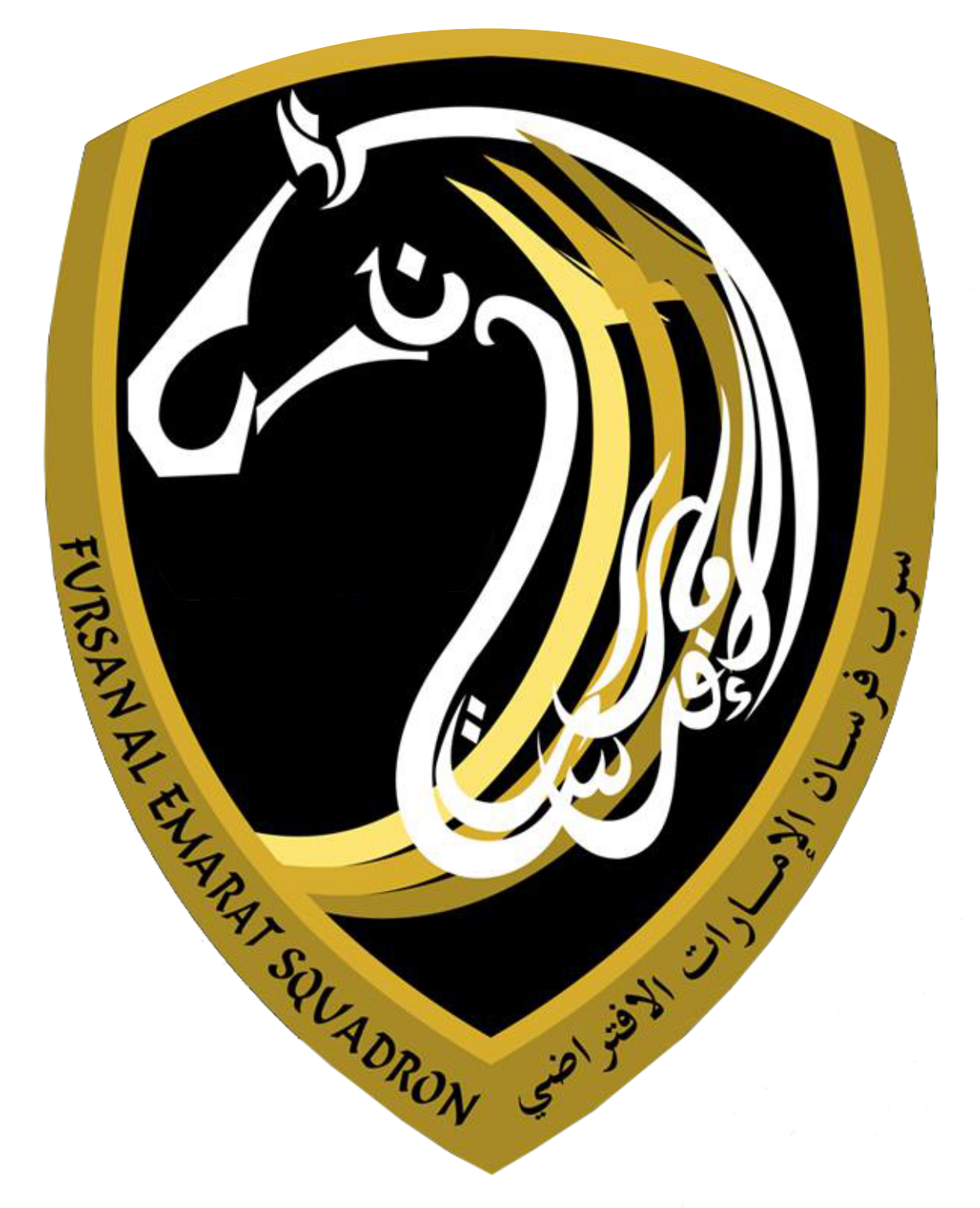
سپر تیم الفرسان